# 勒贝克
勒贝克（法語：Rebecq，法語發音：[ʁəbɛk]）是比利时瓦隆大区瓦隆布拉班特省的一个市镇，西面和南面与埃諾省接壤，通行法语，是比利时法语社群的一部分，面积39.08平方千米，人口11,006人（2018年1月1日）。